# Sielsowiet Łopacin
Sielsowiet Łopacin (biał. Лапацінскі сельсавет; ros. Лопатинский сельсовет) – sielsowiet na Białorusi, w obwodzie brzeskim, w rejonie pińskim, z siedzibą w Łopacinie.
Według spisu z 2009 sielsowiety Łopacin i Lemieszewicze zamieszkiwało 1211 osób, w tym 1099 Białorusinów (90,75%), 72 Ukraińców (5,95%), 32 Rosjan (2,64%), 2 Litwinów (0,17%), 1 Polak (0,08%), 1 Mołdawianin (0,08%), 1 Czeczeniec (0,08%), 1 Węgier (0,08%), 1 osoba dwóch lub więcej narodowości i 1 osoba, która nie podała żadnej narodowości.

## Historia
17 września 2013 do sielsowietu Łopacin przyłączono w całości likwidowany sielsowiet Lemieszewicze.

## Miejscowości
- agromiasteczko:
  - Łopacin
- wsie:
  - Bułgary
  - Chlaby
  - Chrystybołocicze
  - Czarnowo 1
  - Czarnowo 2
  - Kołby
  - Koniuchy
  - Kuradowo
  - Lemieszewicze
  - Morozowicze
  - Połchowo
  - Terebin
  - Tupczyce